# 恩加米乾湖

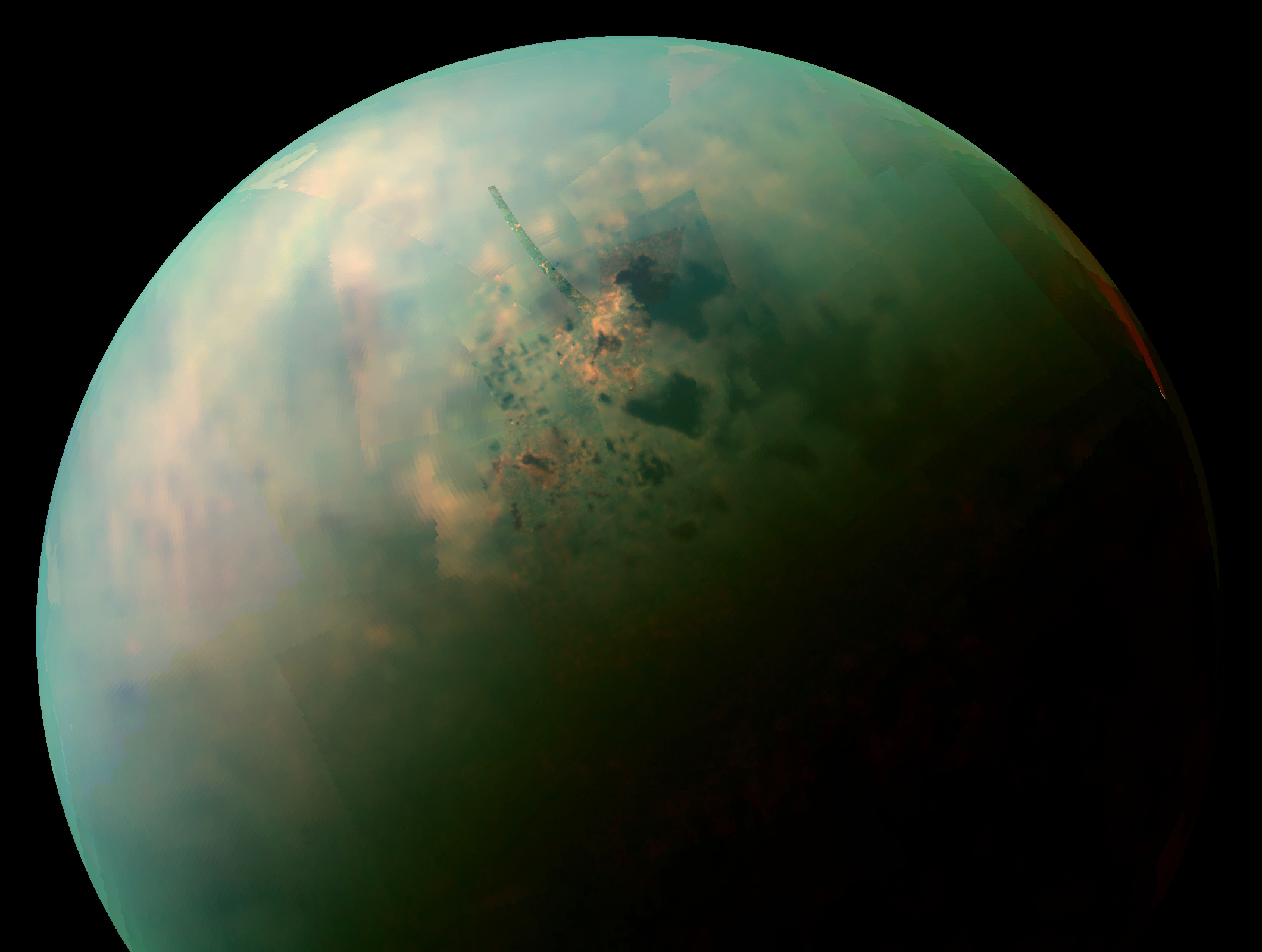
显示了土卫六北半球海洋和湖泊的近红外伪色图

恩加米干湖（Ngami Lacuna）是土星最大卫星土卫六上的一个特征，据信目前是一座间歇性碳氢湖的干湖床。 
在它满盈时，里面将注满由液体甲烷和乙烷构成的湖水，2007年被“卡西尼-惠更斯号太空探测器发现。
恩加米干湖位于土卫六表面北纬66.7度、西经213.9度处，直径37.2公里，其名称取自博茨瓦纳的恩加米湖，并且就如它同名的地球湖泊一样，它也被认为是一座内流盆地。